# لاري باتلر (ملحن)
لاري باتلر (بالإنجليزية: Larry Butler)‏ هو ملحن ومنتج أسطوانات وكاتب أغاني أمريكي، ولد في 26 مارس 1942 في بينساكولا في الولايات المتحدة، وتوفي بنفس المكان في 20 يناير 2012.

## وصلات خارجية
- الموقع الرسمي
- لاري باتلر على موقع IMDb (الإنجليزية)
- لاري باتلر على موقع ميوزك برينز (الإنجليزية)
- لاري باتلر على موقع ديسكوغز (الإنجليزية)